# Kiyonori Kikutake
Kiyonori Kikutake (菊竹 清訓 Kikutake Kiyonori?) (Kurume, 1 de abril de 1928 – 26 de diciembre de 2011) fue un arquitecto japonés conocido como uno de los fundadores del Movimiento metabolista japonés. Fue también tutor y jefe de inpoortantes arquitectos japoneses como Toyo Ito, Shōzō Uchii y Itsuko Hasegawa.

## Biografía
Kikutake se graduó en la Universidad de Waseda en 1950. Kikutake es conocido por su proyecto "Marine City" de 1958, donde formó parte del Manifesto metabolista lanzado en la Conferencia Mundial de Diseño en Tokio en 1960 bajo el liderezgo de Kenzo Tange. Él, junto a Kisho Kurokawa fue invitado a exhibir  trabajos de la "Aruitectura Visionaria" en Nueva York de 1961, a través del cual los metabolistas ganaron reconocimiento internacional. Kikutake continuó su práctica hasta su muerte en 2011, produciendo varios edificios públicos clave en todo Japón, así como dando conferencias a nivel internacional. También fue Presidente y luego Presidente Honorario del Instituto Japonés de Arquitectos.

## Premios
Kikutake recibió numerosos premios tanto en Japón como fuera de él. Entre los más destacados, se incluyen el Premio de la Academia de Arquitectura de Japón (1970) y la de la Unión Internacional de Arquitectos Auguste Perret Prize (1978).

## Trabajos
- Sky House, Tokio, 1958
- Marine City (proposal), 1958
- Tatebayashi Civic Centre, Gumma, 1963
- Administrative building of Izumo Shrine, Shimane, 1963
- Pacific Hotel Chigasaki, Kanagawa, 1966
- Miyakonojo Civic Hall, Miyazaki, 1966
- Expo Tower, Expo '70, Osaka, 1969
- Pasadena Heights, 1975
- Matsumi Tower, Ibaraki, 1976
- Museo de Arte Tanabe, Shimane, 1979
- Hotel Seiyo Ginza, Tokio, 1987
- Museo Edo-Tokio, Tokio, 1993
- Hotel Sofitel Tokio, Tokio, 1994
- Kitaya Inari Shrine, Tokio, 1997
- Museo de Arte de Shimane, Shimane, 1999
- Museo Nacional Memorial Showa, Tokio, 1999
- Museo Nacional Kyushu, Fukuoka, 2005

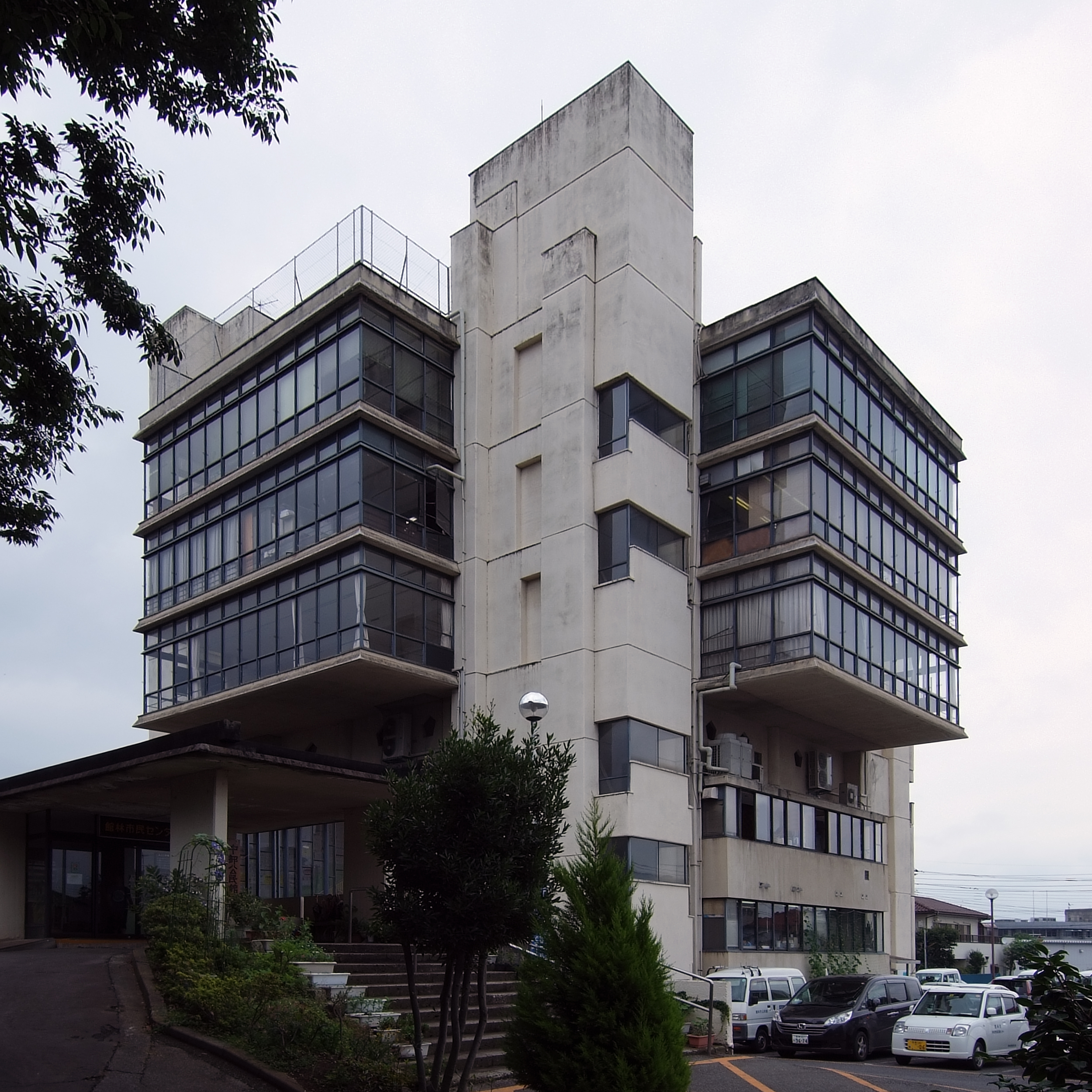
Tatebayashi Civic Centre, 1963
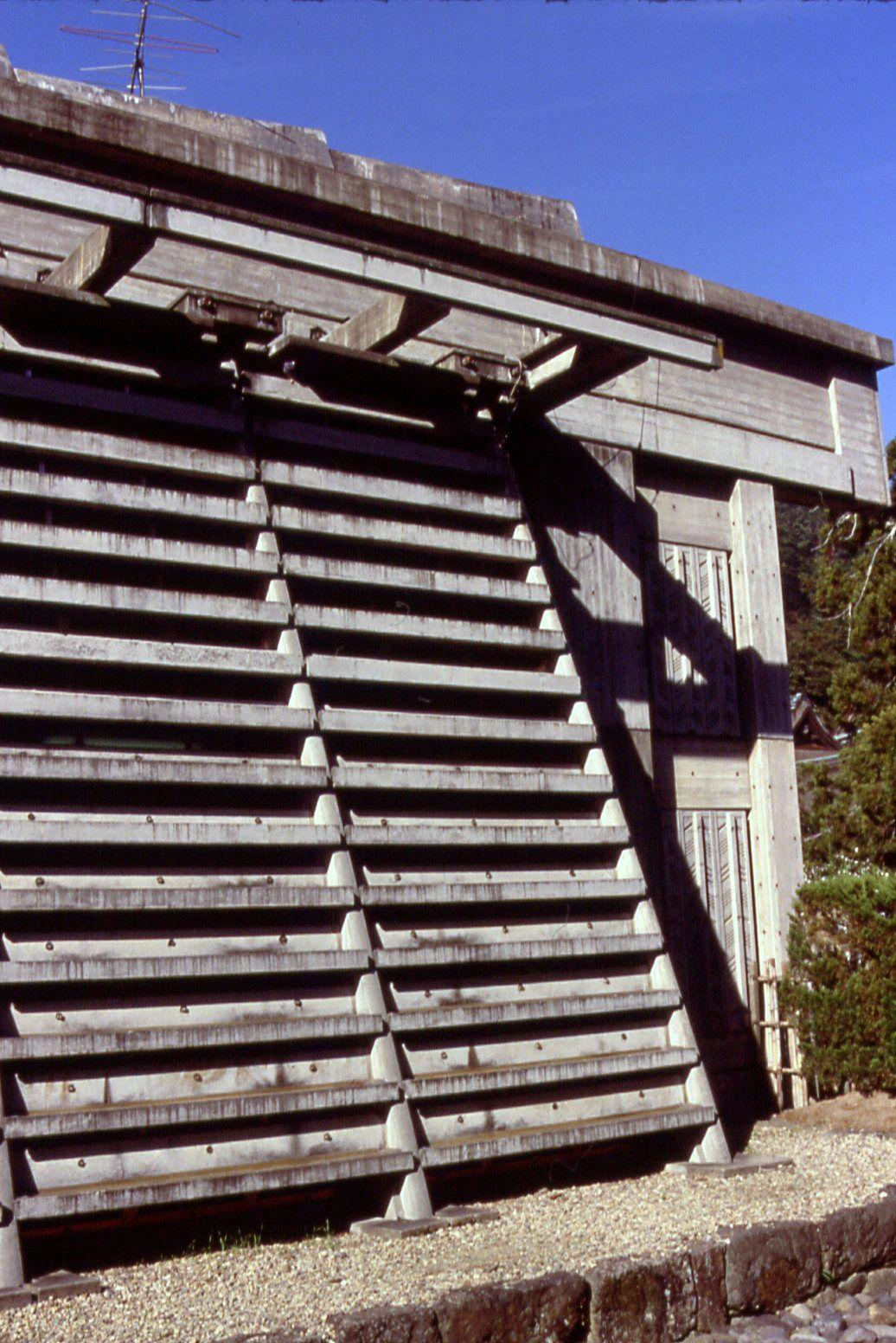
Administrative building of Izumo Shrine,  1963
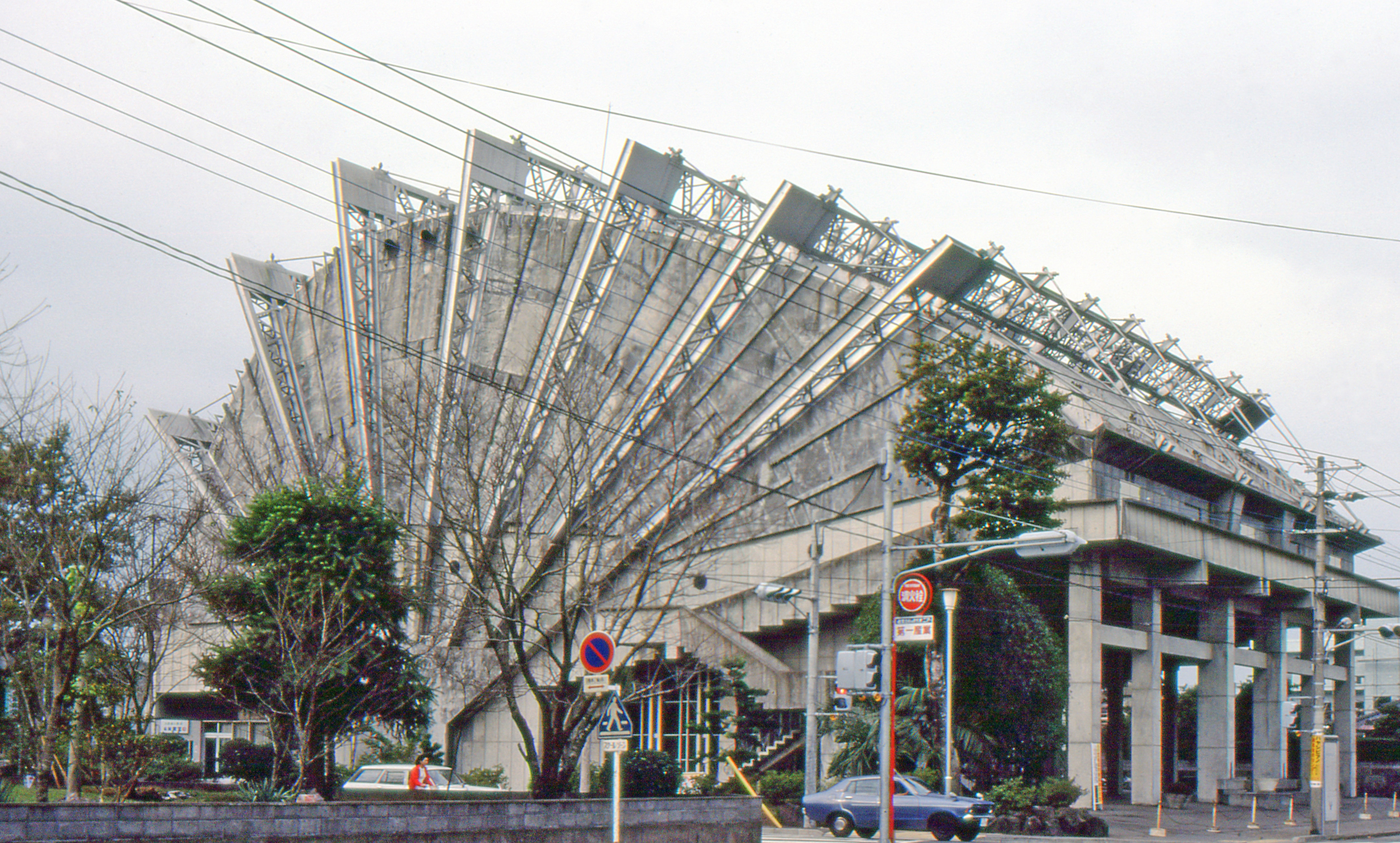
Miyakonojo Civic Hall, 1966
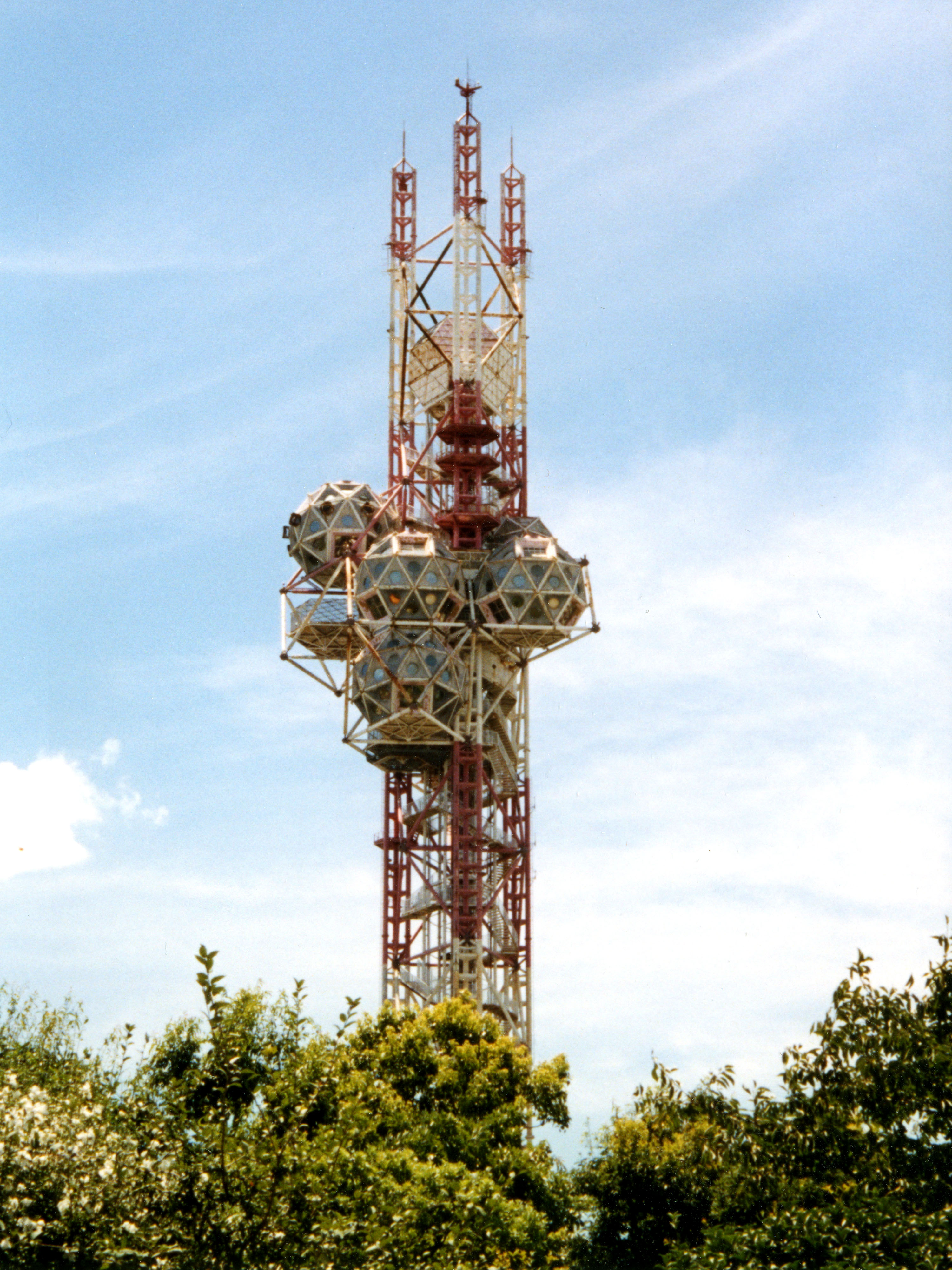
Osaka Expo Tower, 1970
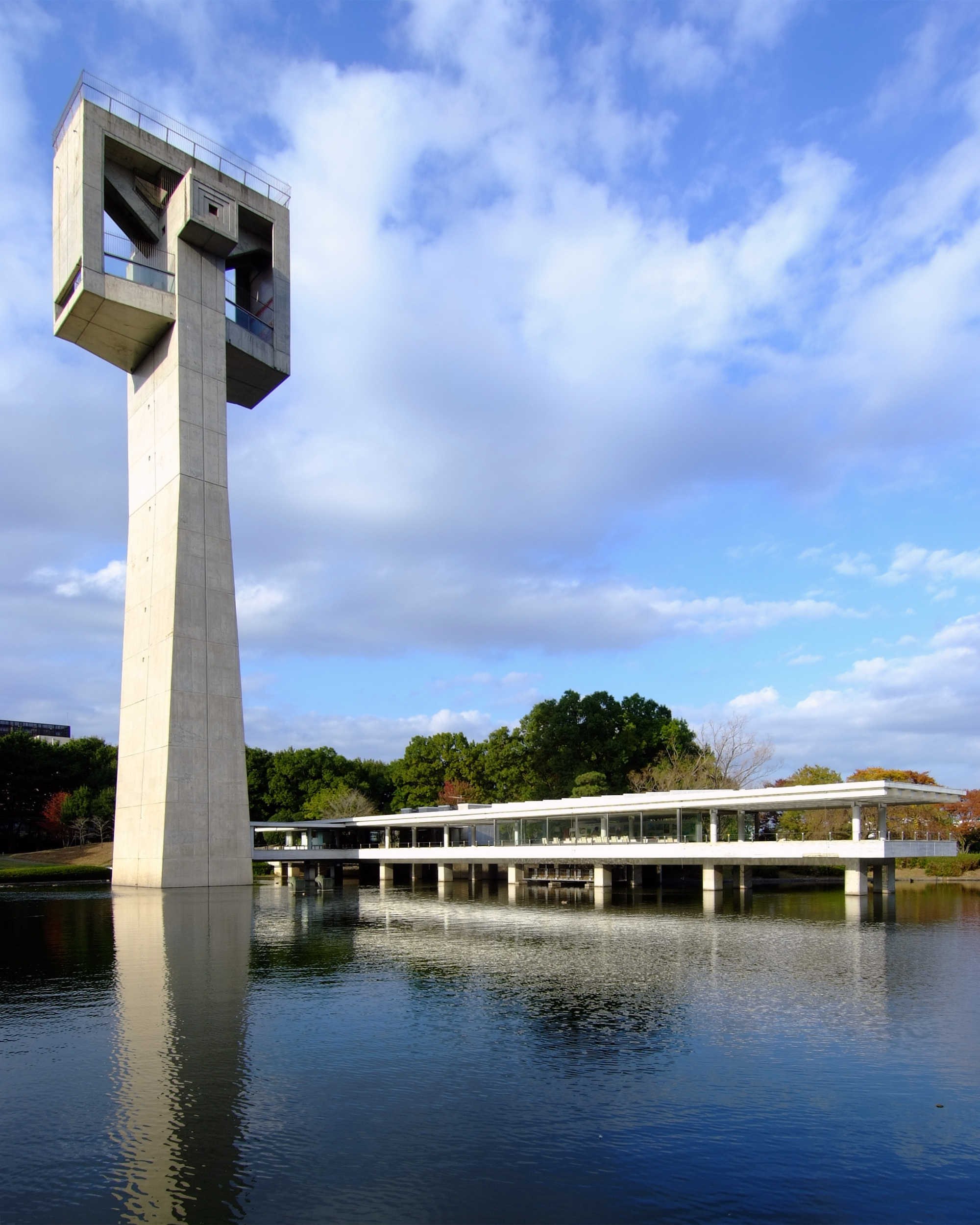
Matsumi Tower, 1976
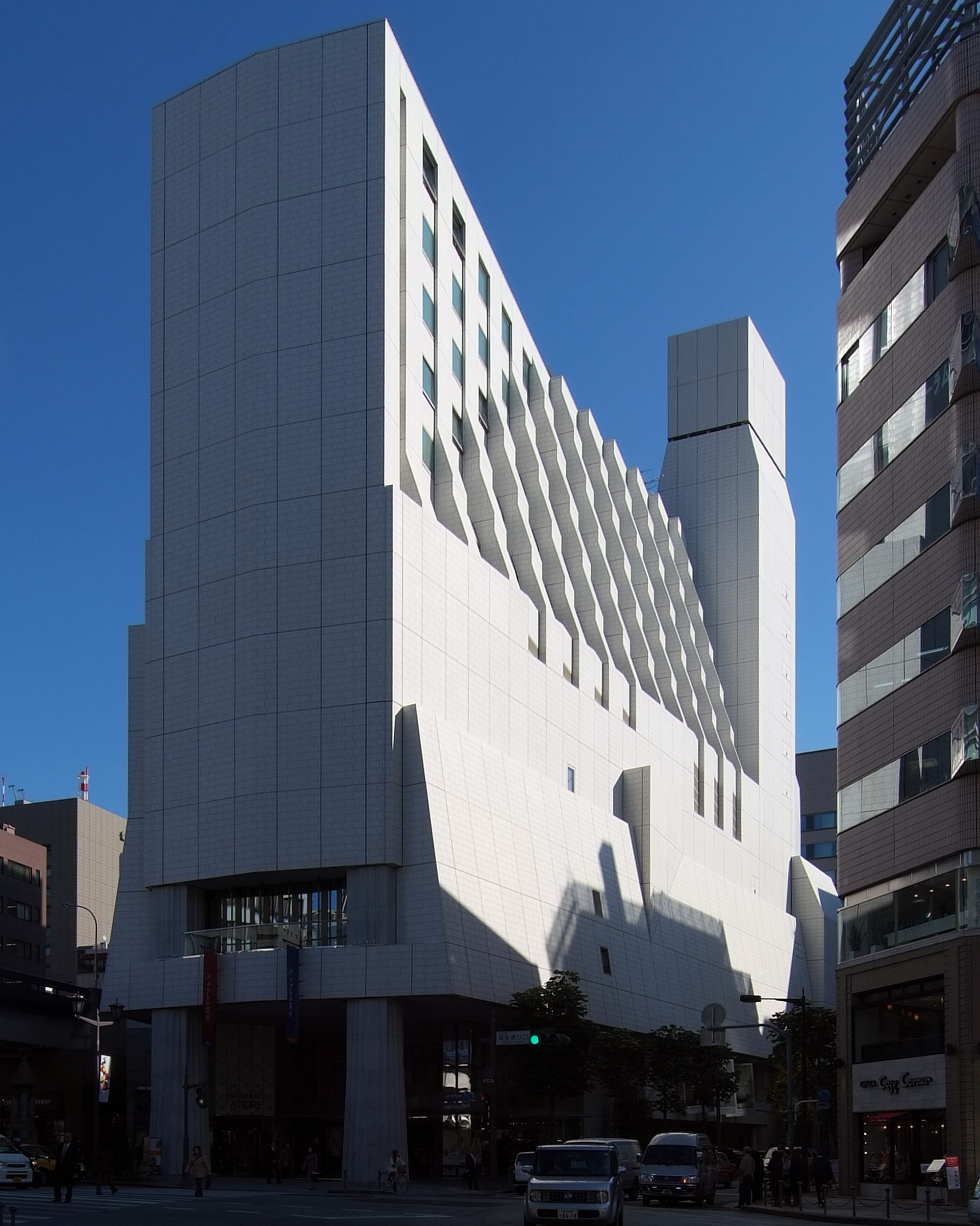
Hotel Seiyo Ginza, 1987
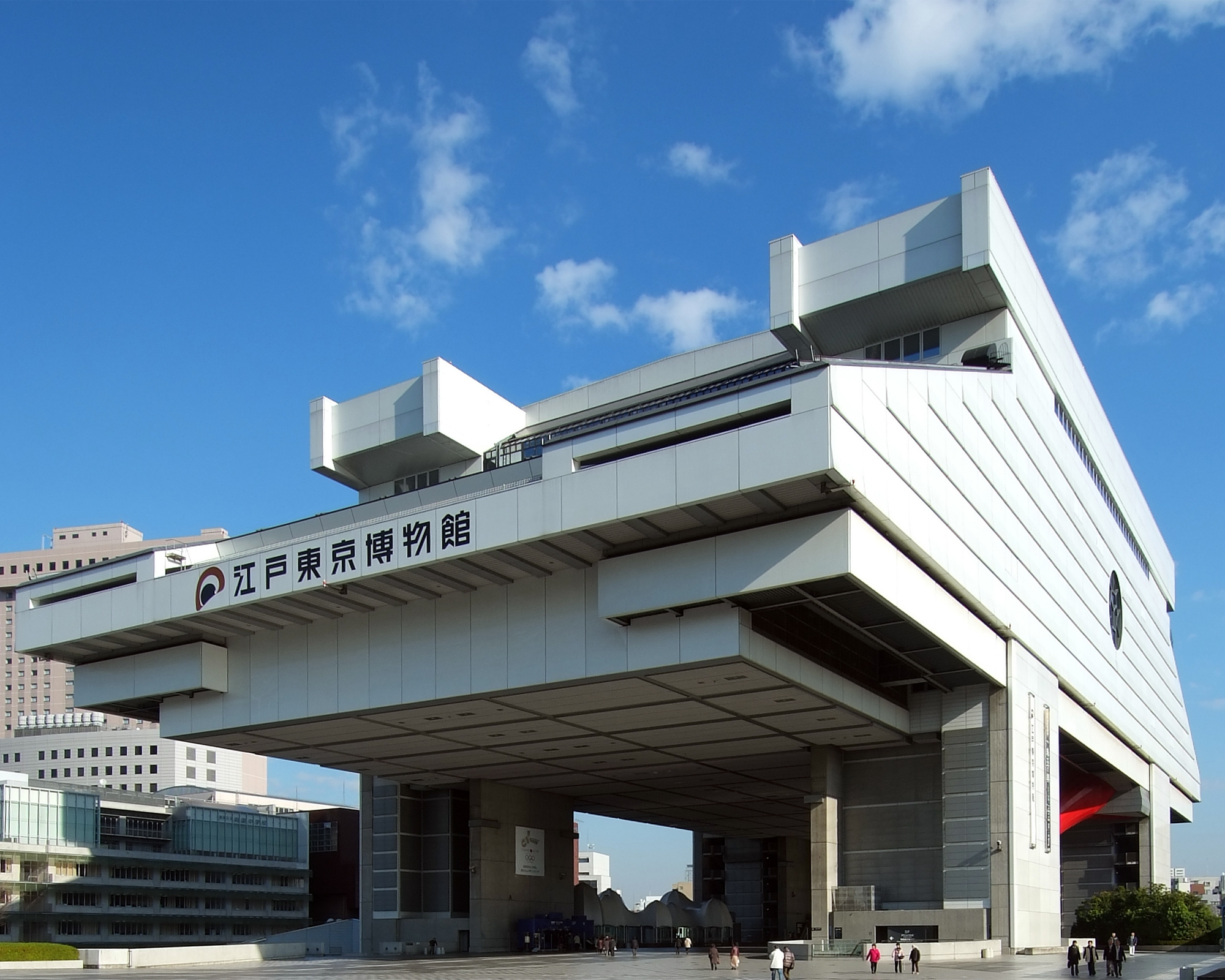
Edo-Tokyo Museum, 1993
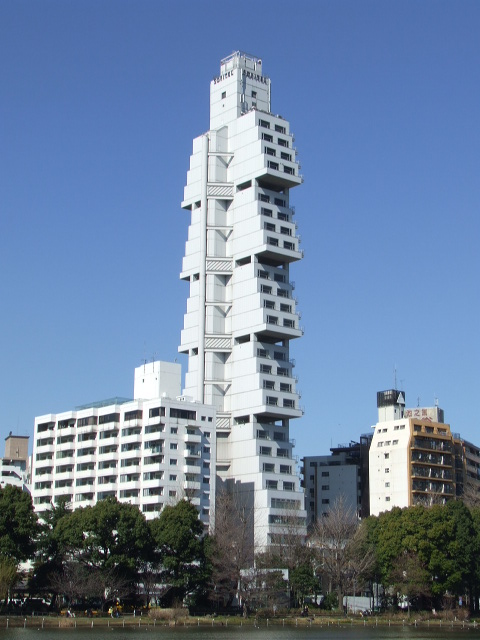
Hotel Sofitel Tokyo, 1994
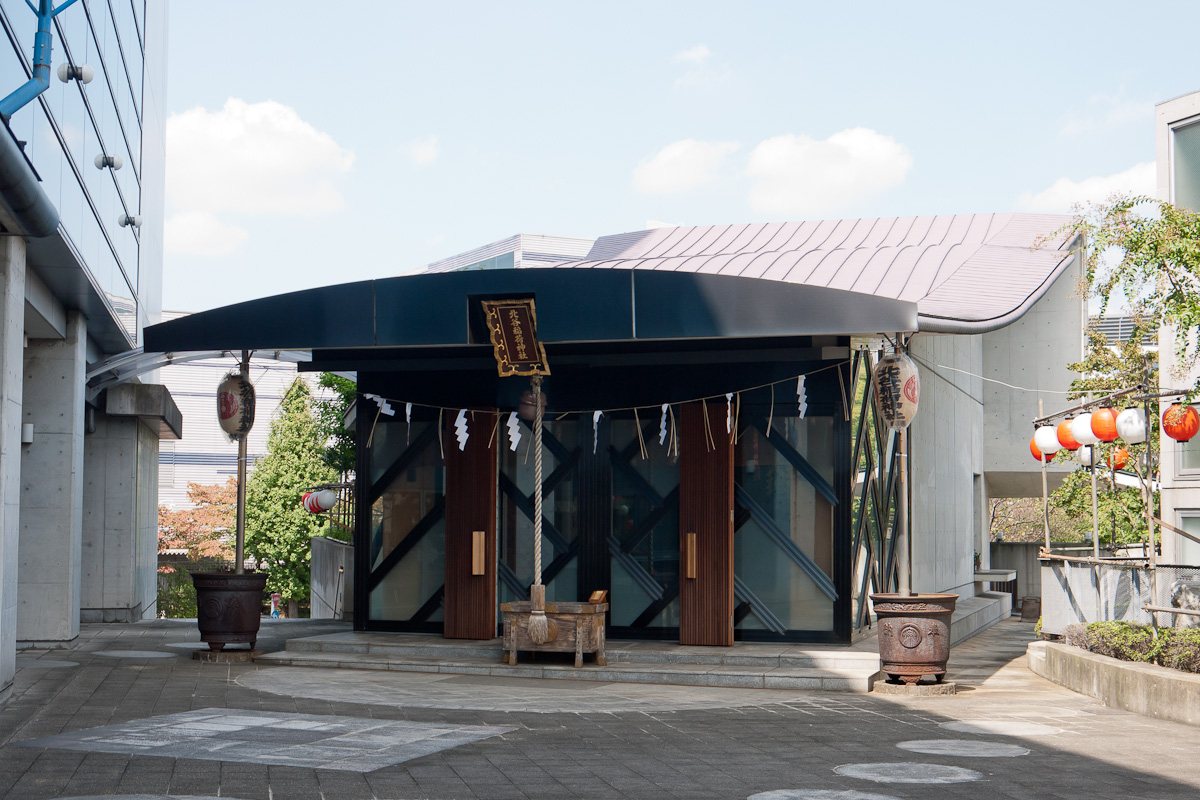
Kitaya Inari Shrine, 1997
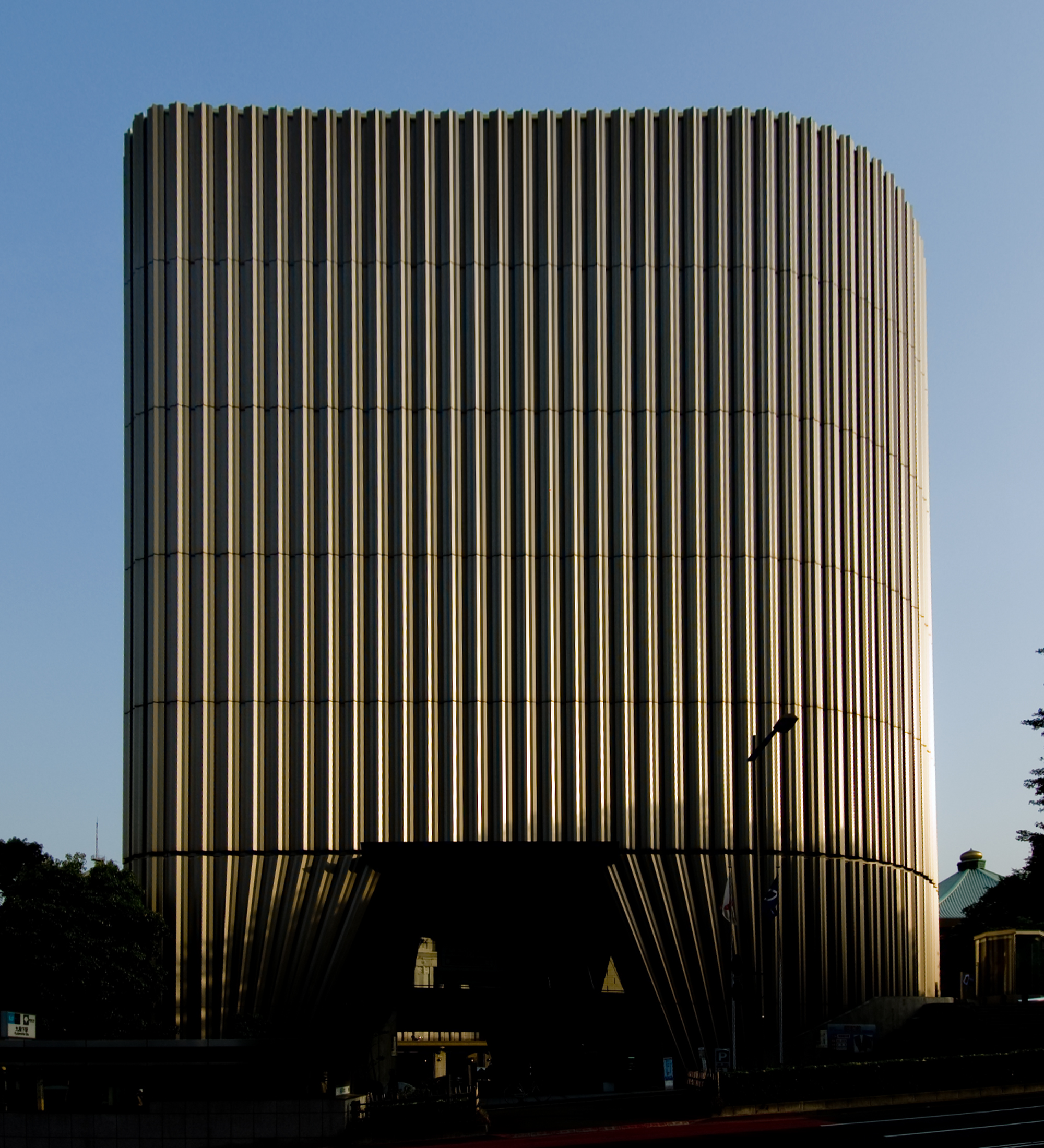
National Showa Memorial Museum, 1999